# الدروة
الدروة هي مدينة مغربية تنتمي إلى إقليم برشيد (جهة الشاوية ورديغة).مجموع عدد سكان الجماعة الحضرية الدروة 47.066 نسمة.(تعداد السكان الرسمي2011)
وتواجه البلدة التي تعرف تطورا ديموغرافيا مهما معاناة ومشاكل هائلة من الصرف الصحي، والطرق أو النفايات، وعدم وجود المدارس والمستشفيات. وعلاوة على ذلك، بعد أن باعت كل الأراضي أصولها، فقد المزيد من الأراضي حتى بالنسبة لمقبرة بالفعل فوق طاقتها.
تاريخ الإنشاء
يعود إحداث قرية الدروة إلى حوالي سنة 1953 حيث ثم بناؤها لإيواء مستخدمي القاعدة العسكرية الأمريكية التي كانت بمدينة النواصرُ ” مطار محمد الخامس الدولي حاليا ” إبان فترة الحماية الفرنسية بالمغرب وقد كان عدد المنازل أنداك 260 منزلا وفي هذه الفترة كانت تسمى بالقاهرة وبعد ذلك تغير

## التسمية
سميت الدروة بهذا الاسم نسبة إلى شجر الدرو الذي كان منتشرا في المنطقة ولازالت توجد بعض الشجيرات الدرو في مقبرة القديمة بالدروة

## إداريًا
كانت مدينة الدروة تابعة إداريا لمدينة الدار البيضاء (الشاوية النور) ثم بعد ذلك إلى مدينة ابن سليمان ثم بعد ذلك إلى مدينة مديونة ثم تحولت الإدارة إلى مدينة الدروة بإنشاء قيادة سنة 1973 إلى يومنا هذا وعرفت أول إنتخابات جماعية سنة 1976 وبقيت جماعة قروية إلى غاية سنة 2009 حيث أصبحت بلدية تابعة إلى عمالة برشيد المنشأ حديثا.

## الموقع
تقع مدينة الدروة بمحاذاة الطريق الوطنية رقم 9 وتتميز بموقعها الإستراتيجي وقربها من العاصمة الإقتصادية الدار البيضاء على بعد 25 كلم ومدينة برشيد على بعد 14 كلم و مطار محمد الخامس الدولي على بعد 5 كلم

## ديموغرافيا
بسبب الهجرة السكانية الكثيفة التي عرفتها المنطقة ،أصبحت تشكل تجمعا عمرانيا هائلا راجع دلك إلى قربها من مطار محمد الخامس الدولي و المنطقة الصناعية المحيط به ،بحيث يبلغ عدد الساكينها حاليا أكثر من 34 ألف نسمة ومساحتها 20 ألف كلم تقريبا